# Kleine Koppel
Kleine Koppel was een heerlijkheid in de provincie Utrecht.
De heerlijkheid Kleine Koppel was gelegen ten westen van de voormalige Koppeldijk. Het gebied komt ongeveer overeen met de huidige Plas Laagraven te zuiden van de A12 en een stukje van de wijk Lunetten ten noorden van de A12.
Het gebied werd tot 1675 door het domkapittel bestuurd en daarna door personen die de heerlijkheid door koop verkregen.
Het gerecht Kleine Koppel was van 1795 tot 1801 verbonden met Bunnik en van 1812 tot 1818 met Houten. Bij de vorming van de gemeente Oud-Wulven per 1-1-1818 ging het deel uit maken van die gemeente. Toen deze gemeente per 8-9-1857 bij Houten werd gevoegd, werd dus ook Kleine Koppel bij Houten gevoegd. Het deel ten noorden van de A12 werd per 1-1-1954 door Utrecht geannexeerd, het zuidelijk gedeelte kwam later bij Nieuwegein.

## Literatuur

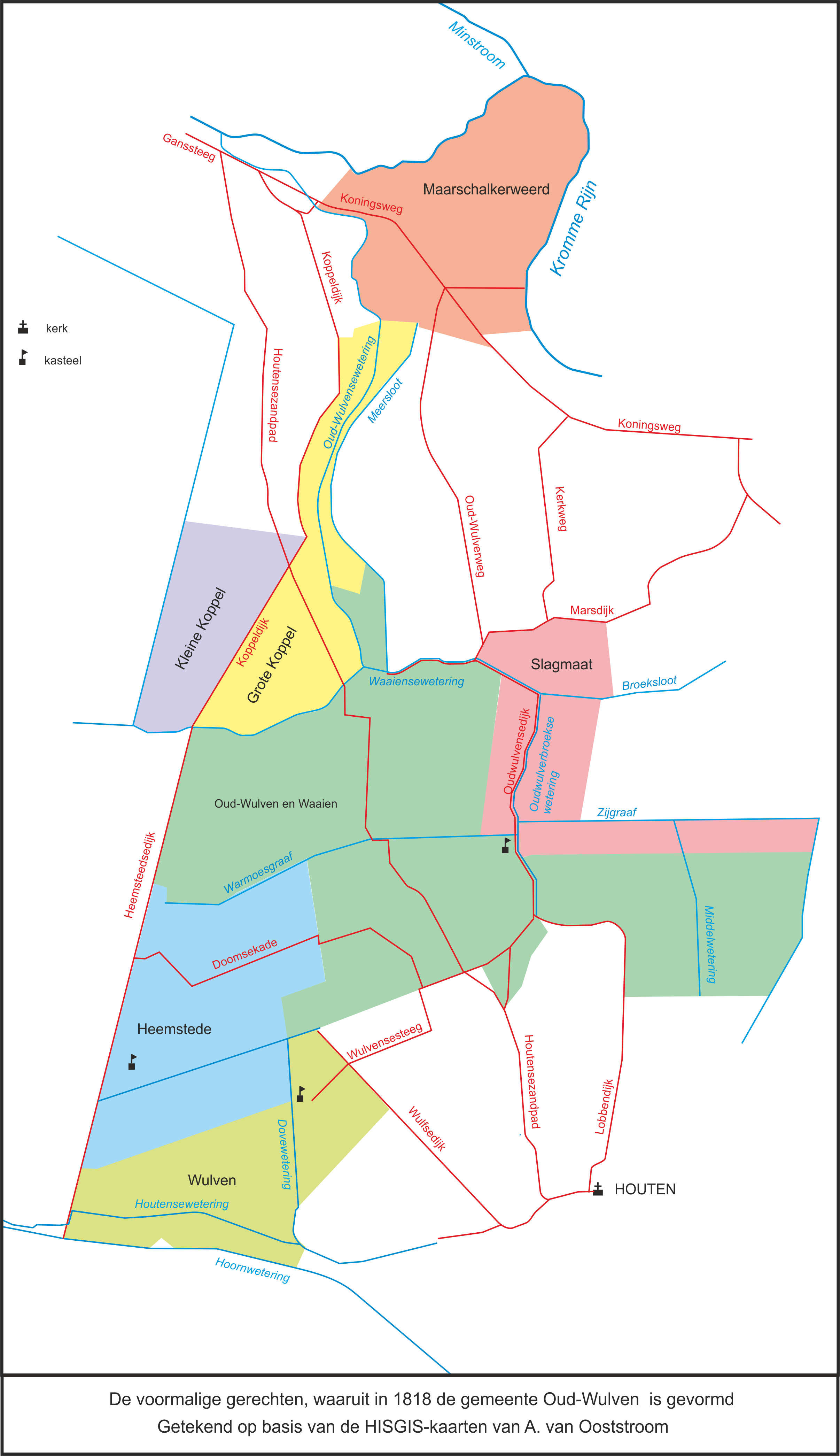